# 圣玛丽欧博斯克
圣玛丽欧博斯克（法語：Sainte-Marie-au-Bosc，法語發音：[sɛ̃t maʁi o bɔsk]）是法国滨海塞纳省的一个市镇，属于勒阿弗尔区。

## 地理
圣玛丽欧博斯克（49°39'51"N, 0°12'6"E）面积3.18 平方千米，位于法国诺曼底大区滨海塞纳省，该省份为法国北部沿海省份，其西部及北部濒大西洋英吉利海峡，东起顺时针与索姆省、瓦兹省、厄尔省和卡爾瓦多斯省接壤。
与圣玛丽欧博斯克接壤的市镇（或旧市镇、城区）包括：皮埃尔菲克、圣茹安-布吕讷瓦勒、勒蒂约勒。

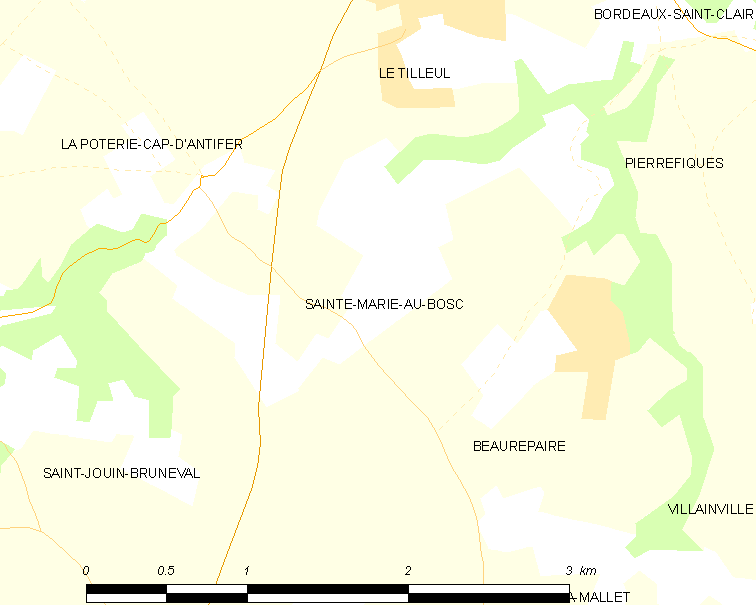
圣玛丽欧博斯克的OSM定位图

圣玛丽欧博斯克的时区为UTC+01:00、UTC+02:00（夏令时）。

## 行政
圣玛丽欧博斯克的邮政编码为76280，INSEE市镇编码为76609。

## 政治
圣玛丽欧博斯克所属的省级选区为滨海奥克特维尔县。

## 人口

1962-2008年间圣玛丽欧博斯克人口变化图示

圣玛丽欧博斯克于2022年1月1日时的人口数量为359人。